# Flexa Ribeiro
Fernando de Souza Flexa Ribeiro (Belém, 12 de setembro de 1945) é um engenheiro civil, empresário e político brasileiro, filiado ao Movimento Democrático Brasileiro (MDB). Ocupou entre 2005 e 2019 uma das três vagas destinadas ao estado do Pará no Senado Federal.

## Formação
Graduado em engenharia civil pela Universidade Federal do Pará, foi professor da instituição até 1987. Presidiu o Sindicato da Indústria da Construção do Estado do Pará (Sinduscon/PA) e a Federação das Indústrias do Estado do Pará (Fiepa).
Como vice-presidente da Confederação Nacional das Indústrias (CNI) fundou e foi o primeiro coordenador do movimento Ação Pró Amazônia, associação que reúne as federações da indústria da Amazônia Legal, e funciona como um centro de estudos e defesa dos interesses da região.

## Carreira política
Co-fundador do PSDB, Flexa foi candidato ao Senado em 1994 ficando em quinto lugar - com 205.714 votos. Já em 2002, foi eleito o primeiro-suplente do senador Duciomar Costa (PTB) na chapa deste, o qual tinha Everaldo Siqueira Moreira como o segundo-suplente.
Quando Duciomar foi eleito em 2004 prefeito de Belém, renunciou ao seu mandato de senador e Flexa assumiu definitivamente no dia 1 de janeiro de 2005 a vaga deixada por ele até 1 de fevereiro de 2011.
Foi reeleito senador pelo PSDB nas eleições no Pará em 2010 com 1.817.644 votos (29,24% dos válidos).
De 2009 a 2011, presidiu a Comissão de Ciência, Tecnologia, Comunicação, Inovação e Informática (CCT) do Senado Federal.
Em 2012, foi escolhido para ser o primeiro Ouvidor Geral do Senado Federal.
Na composição da Mesa do Senado Federal foi escolhido para o cargo de Primeiro-Secretário para o biênio 2013-2014.

## Controvérsias

### Plantas Exóticas
Um dos projetos mais polêmicos de Flexa como senador é o PL 6424/05, que prevê a utilização de espécies exóticas (palmáceas) na recuperação de áreas já degradadas em propriedades rurais.

### Votações
Em dezembro de 2016, votou a favor da PEC do Teto dos Gastos Públicos. Em julho de 2017 votou a favor da reforma trabalhista.
Em julho de 2017, votou contra a cassação de Aécio Neves no conselho de ética do Senado.
Em outubro de 2017 votou a favor da manutenção do mandato do senador Aécio Neves derrubando decisão da Primeira Turma do Supremo Tribunal Federal no processo onde ele é acusado de corrupção e obstrução da justiça por solicitar dois milhões de reais ao empresário Joesley Batista.

### Operação Pororoca
No ano anterior a seu mandato como Senador, Flexa teve seu nome envolvido na chamada Operação Pororoca. da Polícia Federal que investigou um suposto esquema de fraudes em concorrências públicas.O caso chegou até o STF que, por decisão unânime, julgou pelo arquivamento do processo  . A solicitação do arquivamento se deu por meio do Ministério Público Federal , que observou falta de comprovação mínima da prática de qualquer delito.

#### Prisão Temporária
Foi preso em 4 de novembro de 2004 pela Polícia Federal na Operação Pororoca acusado de participar através de sua empresa, a Engeplan, de um esquema de fraudes em concorrências públicas, desistindo de uma licitação para beneficiar outra, sendo solto após quatro dias.

### Supressão de conteúdo na Wikipedia
A menos de um mês da eleição de 2018, foi noticiado no jornal O Globo que foram feitas edições na página da Wikipedia a respeito do senador Flexa Ribeiro suprimindo informações sobre sua prisão temporária na Operação Pororoca; segundo a reportagem, os IPs que fizeram a edição partiram de computadores da Câmara e do Senado Federais.

## Posicionamentos

### Contra Impunidade
Na luta em combate à impunidade, apresentou a PEC 28/2017 para que os crimes de corrupção, concussão e peculato sejam inafiançáveis e imprescritíveis. E como forma de garantir maior imparcialidade aos julgamentos no âmbito da Justiça Eleitoral, apresentou a PEC 4/2017 que proíbe que os juízes eleitorais indicados ao quinto constitucional tenham tido filiação partidária nos dois anos anteriores à posse no cargo ou ao início do exercício da função.[carece de fontes?]

### Educação
Para a área da educação apresentou o projeto de criação da Universidade Federal do Sul e Sudeste do Pará (Unifesspa) e Universidade Federal do Oeste do Pará (Ufopa). Trabalha pela aprovação do seu projeto para a criação da UFNORPA - Universidade Federal do Nordeste do Pará, em tramitação no Senado Federal.

### Segurança
Conseguiu aprovação unânime do seu projeto que impede que os recursos do Fundo Nacional de Segurança Pública (FNSP) sofram corte no orçamento. Com esta iniciativa, se garante mais recursos para o combate a violência em todo o Brasil. Criado em 2001, o FNSP é repassado pela União aos Estados como forma de auxiliar nas ações de reequipamento, treinamento e qualificação das polícias civis e militares, corpos de bombeiros e guardas municipais; na implantação e modernização dos sistemas de informações, de inteligência e investigação; na estruturação e modernização da polícia técnica e científica; nos programas de polícia comunitária; e nos programas de prevenção ao delito e à violência.

### Desenvolvimento
Apoiou o arquivamento do projeto que propunha a pasteurização do fruto antes de sua comercialização, pois poderia provocar impactos negativos no mercado local. Apresentou o projeto que confere a Belém do Pará o título de Capital Nacional do Açaí
Defende que os recursos da exploração mineral sejam, de fato, revertidos em ações de desenvolvimento à população do Pará. Atualmente luta para acabar com as perdas geradas ao Pará por conta da Lei Kandir.
Para o setor da pesca, trabalhou e contribuiu para fortalecer essa importante atividade econômica do Pará. Como o relator da Lei da Pesca, conseguiu desengavetar o projeto no Congresso, parado há 13 anos. A nova legislação agregou inúmeros benefícios ao setor, como o fato de ter garantido aos pescadores e pescadoras os mesmos benefícios dos trabalhadores da agricultura familiar.
Pelo desenvolvimento da agricultura familiar no Estado, o senador conseguiu a renegociação das dívidas dos produtores rurais da Região Norte, em especial do Pará. Com essa intervenção do senador, os agricultores familiares, na atual condição de adimplentes, podem tomar novos financiamentos, investindo mais na produção, no crescimento econômico e na geração de mais empregos.
Sendo um senador da região amazônica, o senador tem alguns projetos para a redução do desmatamento e a recuperação vegetal da floresta. Ele é autor do projeto que propõe alteração no Código Florestal para permitir a reposição florestal e a recomposição da reserva legal. Outra iniciativa neste sentido é o PLS 08/2011  para permitir o plantio de espécies frutíferas na recomposição da reserva florestal legal e das áreas de preservação permanente na Amazônia Legal.
Outro projeto do senador é o PL 6424/05, que prevê a utilização de espécies exóticas (palmáceas) na recuperação de áreas já degradadas em propriedades rurais.
No esforço de minimizar os impactos negativos gerados pela crise econômica de 2014, trabalhou para a otimização dos recursos públicos, limitando as despesas. Para especialistas na área da economia, a PEC 241, conhecida como Novo Regime Fiscal, é muito importante para reverter a crise econômica no país.